# Expédition de Zaid ibn Haritha (Wadi al-Qura)
Pour les articles homonymes, voir Expédition de Zaid ibn Haritha.
L'expédition de Zaid ibn Haritha à Wadi al-Qura se déroula en novembre, 627 AD, le 7e mois de la 6e année du calendrier islamique,. 
Wadi al-Qura était une oasis, à environ 11 kilomètres de Médine. Zaid partit avec 12 hommes afin d’explorer la localité et pour surveiller les mouvements des ennemis de Mahomet.
Cependant, les habitants de cette localité n’étaient pas leurs amis et ils les attaquèrent et tuèrent 9 d’entre eux, pendant que les autres, y compris Zaid bin Haritha, réussirent à s’échapper.